# Kursk
Kursk (en ruso: Курск) es una ciudad ubicada en oeste de Rusia, cercana a la frontera con Ucrania, en la confluencia de los ríos Kur, Tuskar y Seym. Es el centro administrativo del óblast de Kursk. Urbe ferroviaria, industrial y de servicios, alberga una central nuclear. El área alrededor de Kursk fue el sitio de un punto de inflexión en la lucha soviético-alemana durante la Segunda Guerra Mundial y el sitio de la batalla de carros de combate más grande de la historia.
En 2024, el ókrug urbano de Kursk tenía una población de 436 678 habitantes.

## Historia
Se sabe que los eslavos levantaron un asentamiento fortificado allí, a más tardar en el siglo VIII, y erigieron otras fundaciones vecinas desde el siglo IV. 
La primera referencia escrita a Kursk data del año 1032, cuando fue mencionada como una de las ciudades de Severia en el Cantar de las huestes de Ígor, referente a las proezas del Príncipe Ígor: 

"en cuanto a los de Kursk, son famosos espadachines bajo los cuernos de batalla, protegidos por sus yelmos, ahítos de la punta de sus lanzas; a ellos los rastros son familiares, ellos conocen los barrancos, los arcos mantienen empuñados firmemente; los carcajes, abiertos, los sables, afilados; ellos mismos, como lobos grises, corren a medio galope en el campo, buscando para sí mismos el honor, y la gloria del príncipe."

En aquellos tiempos (siglos X y XI) la ciudad fue tributaria del Rus de Kiev.

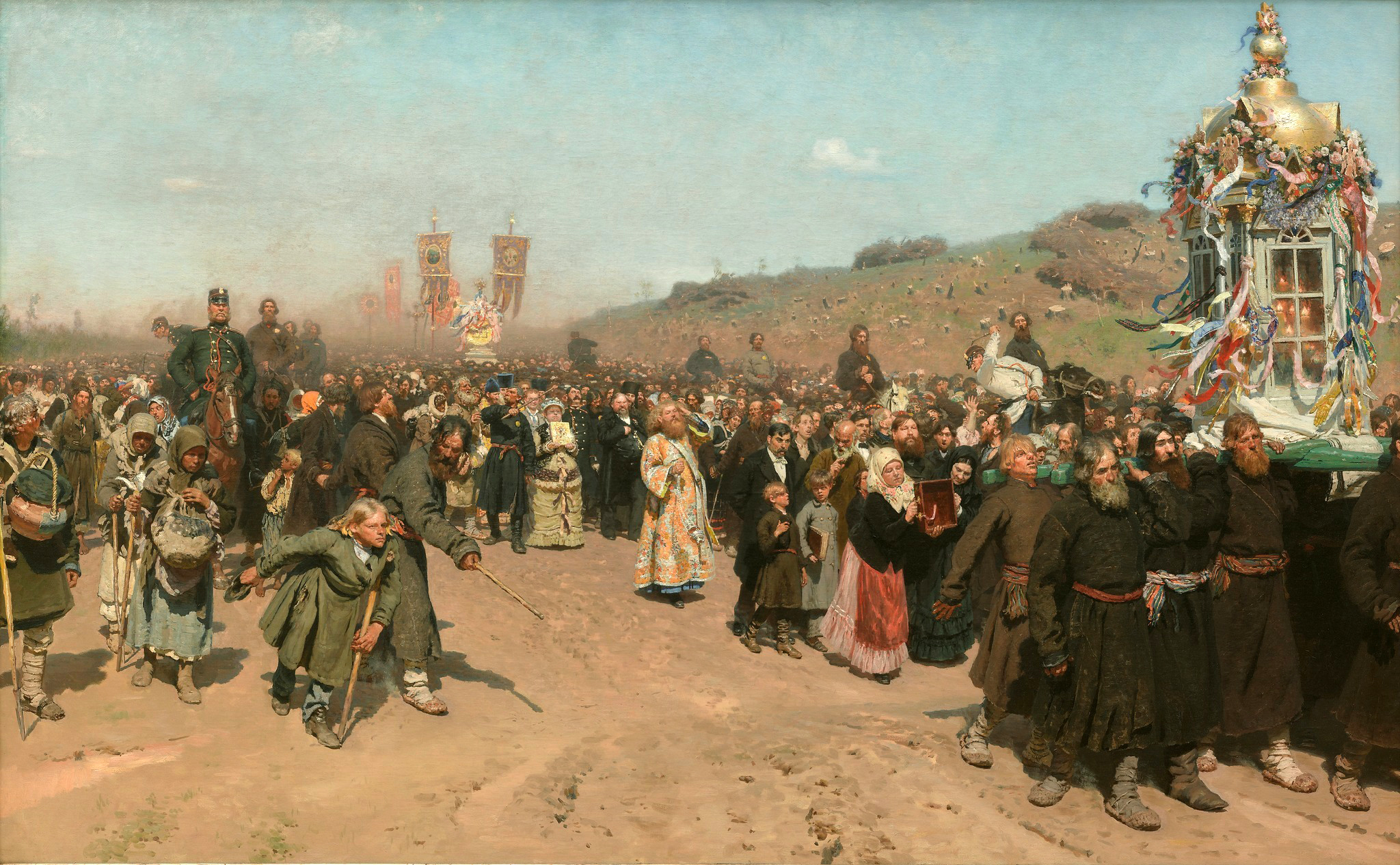
Procesión de Pascua en la región de Kursk (1880-1883), de Iliá Repin.

Siendo capital de un principado de menor importancia, Kursk fue atacado durante los siglos XII y XIII por los cumanos. La ciudad fue destruida por el conquistador mongol Batu Jan alrededor del año 1237. La ciudad fue reconstruida no más allá del año 1283. 
En esa misma época (1297) se sitúa la narración tradicional del supuesto hallazgo milagroso del ícono de Nuestra Señora de Kursk, la imagen más venerada de la historia de la ciudad, por parte de un cazador errante, quien, coincidiendo con el significado ruso del nombre de la ciudad, la encontró sobre una raíz, transformándose en la figura epónima de la población.
En el siglo XIV Kursk forma parte de la Gran Lituania. Kursk se unió al principado de Moscovia en 1508, cuando dicho estado era gobernado por Iván III, convirtiéndose en la provincia meridional de la frontera del principado. 
Según la tradición local, en 1612 la ciudad se salvó «milagrosamente» de ser tomada por los invasores polacos.
En 1648, las tropas del zar Alejo I reprimen una rebelión de los ciudadanos de Kursk en contra de sus señores feudales. La ciudad, con el tiempo, se transformó en un gran centro del comercio de cereales con Ucrania, cuando se transformó en sede de una importante feria, que aún se realiza anualmente junto a los muros del monasterio de Nuestra Señora de Kursk.
En 1897 tenía contabilizada una población de 52 896 habitantes.

### SigloXX
El 9 de diciembre de 1917 los soviets asumen el poder local. Entre el 10 y 29 de abril de 1918 Kursk estuvo en poder de grupos anarquistas, que fueron duramente reprimidos por los bolcheviques. En 1919 la ciudad fue ocupada por las tropas del general Antón Denikin del Ejército Blanco. El 19 de noviembre del mismo año la 9.ª División de Infantería y la División Estonia del Ejército Rojo desalojan a las fuerzas de Denikin.

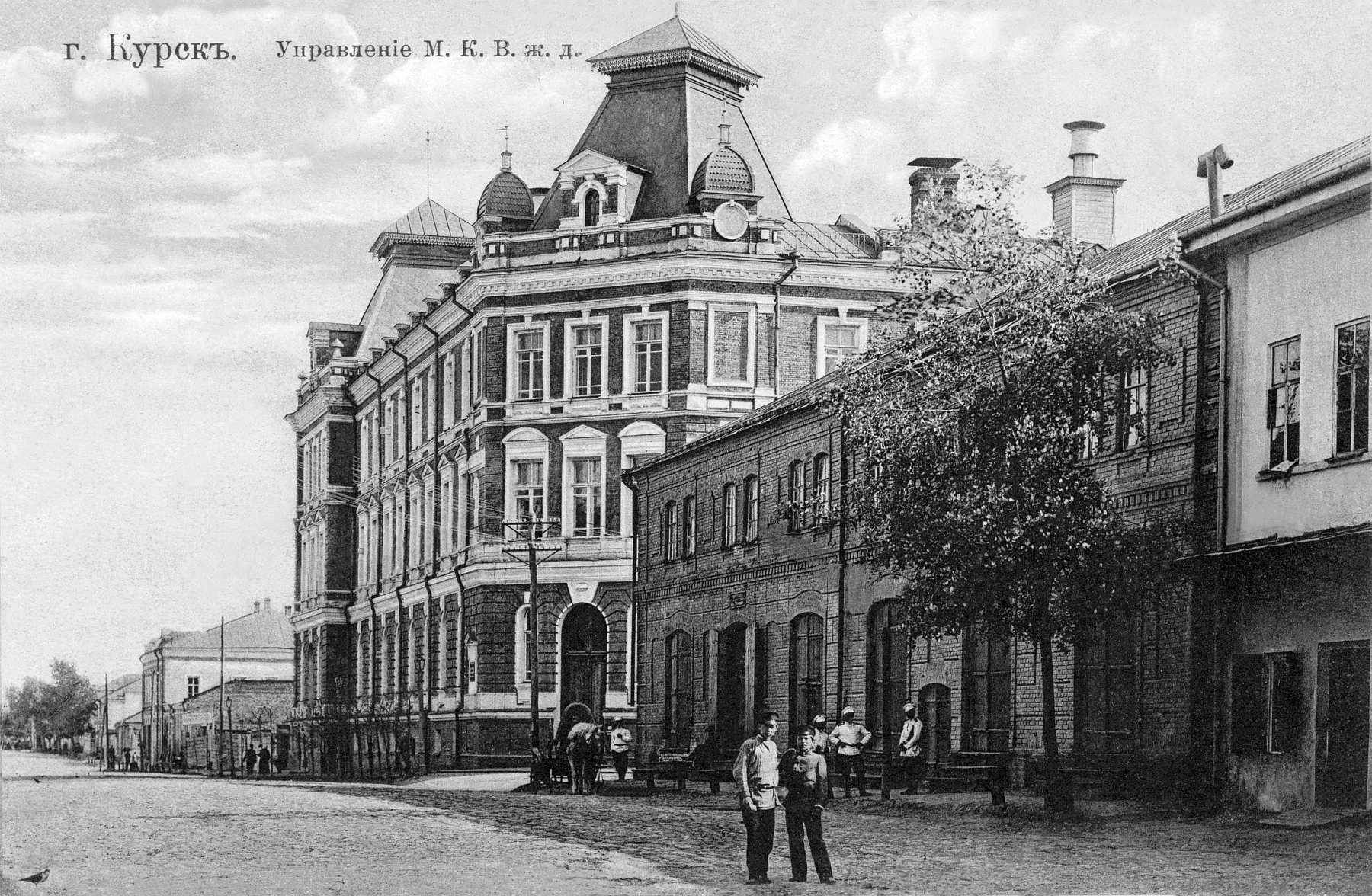
Imagen del centro de Kursk en 1912.

El gobierno de la Unión Soviética explotó los ricos depósitos de hierro vecinos, y convirtió la ciudad en un estratégico nudo ferroviario del sudoeste ruso. 
Durante la Segunda Guerra Mundial, Kursk fue conquistado por los alemanes en el transcurso de la Operación Barbarroja el 1 de noviembre de 1941. Más tarde, la ciudad fue liberada por las tropas del 60.º ejército soviético. En 1943, la aldea de Prójorovka, al sur de la ciudad, fue el centro de la batalla de Kursk, librada entre la Unión Soviética y los invasores alemanes, secundados estos últimos por sus aliados húngaros e italianos. 
La ciudad, que contaba en aquel entonces con unos 120 000 habitantes, fue rodeada al norte, sur y oeste por fuerzas blindadas alemanas, que no pudieron tomarla, debido a la resistencia de las divisiones rojas. Dicha batalla es considerada por muchos historiadores el mayor combate de fuerzas acorazadas de la historia (más de 6000 carros de combate). Pese a las enormes bajas, el combate fue una victoria para los soviéticos, pues las fuerzas comandadas por los alemanes no volverían a tomar seriamente la iniciativa en el resto de la guerra. Por lo mismo, el nombre de la ciudad se asoció a un hito de orgullo nacional.
Aun así, toda la ciudad, salvo el centro, fue destruida durante los duelos de artillería y los choques de acorazados. En el 2001 cerró definitivamente la división local del servicio ferroviario.

## Geografía

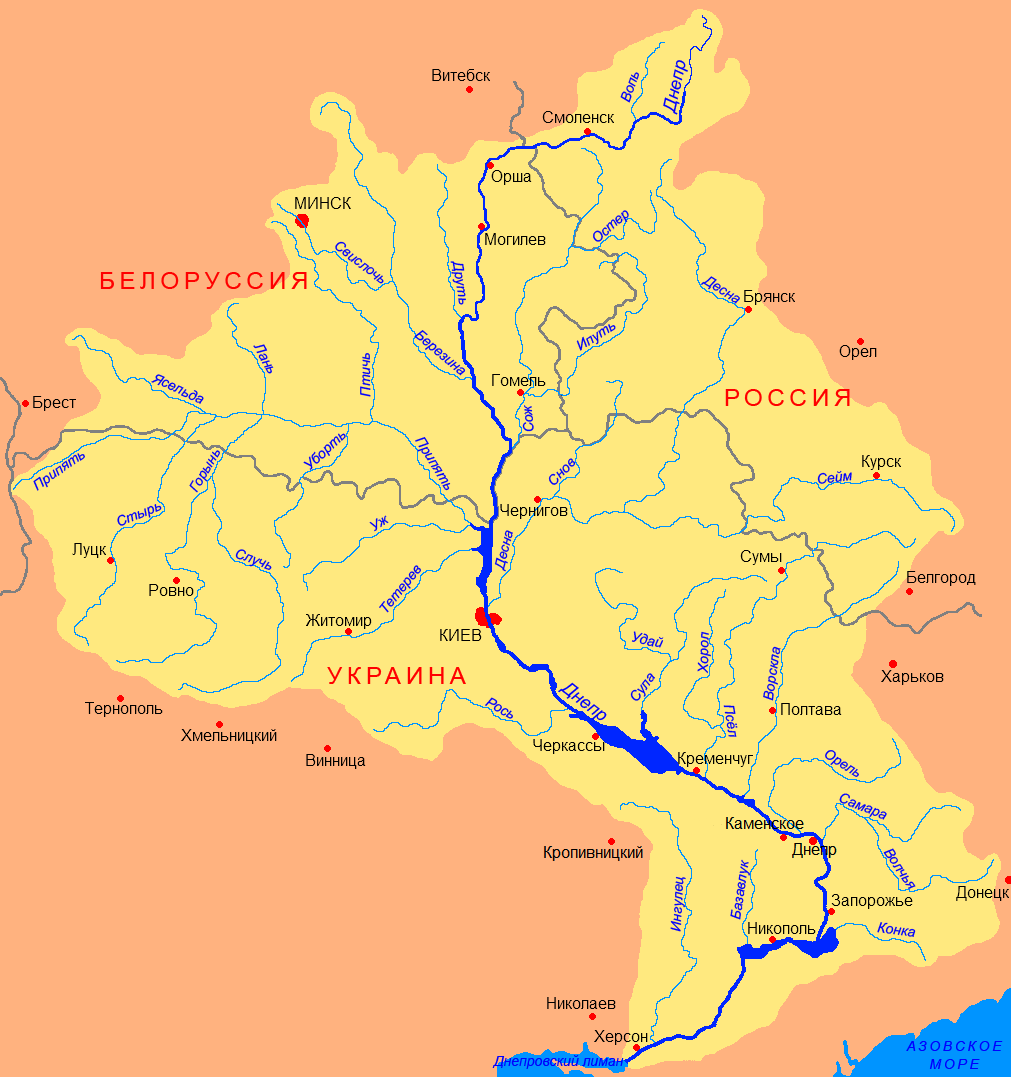
Kursk (Курск) sobre el río Dniéper

Kursk se encuentra ubicada en la baja meseta de la Rusia Central, a unos 530 km al suroeste de Moscú, en la ruta que une dicha capital con Járkov y Crimea, en Ucrania. Kursk es vecina de las ciudades rusas de Orel (al norte) y Bélgorod (al sur). La ciudad se encuentra emplazada sobre dos bajas colinas, en la confluencia de los ríos Kur y Seym. Se halla rodeada de áreas boscosas.

### Clima
El clima de la ciudad es continental moderado, la temperatura máxima promedio durante el día en los meses de verano es de aproximadamente 24 a 26 °C (máximas de hasta 39 °C), mientras que la temperatura mínima promedio en los meses de invierno es de -7 a -8 °C, llegando a alcanzar los -35 °C.
La ciudad está en la zona de bosque-estepa. El invierno es, por término medio, frío, aunque también hay deshielos. Las fuertes heladas en la ciudad son raras. El verano es inestable: el calor fuerte y el clima despejado son seguidos por un clima fresco. Hay tormentas eléctricas.
| Parámetros climáticos promedio de Kursk (normales 1991–2020, extremos 1833–presente) | Parámetros climáticos promedio de Kursk (normales 1991–2020, extremos 1833–presente) | Parámetros climáticos promedio de Kursk (normales 1991–2020, extremos 1833–presente) | Parámetros climáticos promedio de Kursk (normales 1991–2020, extremos 1833–presente) | Parámetros climáticos promedio de Kursk (normales 1991–2020, extremos 1833–presente) | Parámetros climáticos promedio de Kursk (normales 1991–2020, extremos 1833–presente) | Parámetros climáticos promedio de Kursk (normales 1991–2020, extremos 1833–presente) | Parámetros climáticos promedio de Kursk (normales 1991–2020, extremos 1833–presente) | Parámetros climáticos promedio de Kursk (normales 1991–2020, extremos 1833–presente) | Parámetros climáticos promedio de Kursk (normales 1991–2020, extremos 1833–presente) | Parámetros climáticos promedio de Kursk (normales 1991–2020, extremos 1833–presente) | Parámetros climáticos promedio de Kursk (normales 1991–2020, extremos 1833–presente) | Parámetros climáticos promedio de Kursk (normales 1991–2020, extremos 1833–presente) | Parámetros climáticos promedio de Kursk (normales 1991–2020, extremos 1833–presente) |
| Mes                                                                                  | Ene.                                                                                 | Feb.                                                                                 | Mar.                                                                                 | Abr.                                                                                 | May.                                                                                 | Jun.                                                                                 | Jul.                                                                                 | Ago.                                                                                 | Sep.                                                                                 | Oct.                                                                                 | Nov.                                                                                 | Dic.                                                                                 | Anual                                                                                |
| ------------------------------------------------------------------------------------ | ------------------------------------------------------------------------------------ | ------------------------------------------------------------------------------------ | ------------------------------------------------------------------------------------ | ------------------------------------------------------------------------------------ | ------------------------------------------------------------------------------------ | ------------------------------------------------------------------------------------ | ------------------------------------------------------------------------------------ | ------------------------------------------------------------------------------------ | ------------------------------------------------------------------------------------ | ------------------------------------------------------------------------------------ | ------------------------------------------------------------------------------------ | ------------------------------------------------------------------------------------ | ------------------------------------------------------------------------------------ |
| Temp. máx. abs. (°C)                                                                 | 7.5                                                                                  | 9.5                                                                                  | 18.9                                                                                 | 28.1                                                                                 | 32.6                                                                                 | 36.5                                                                                 | 37.2                                                                                 | 38.8                                                                                 | 33.0                                                                                 | 26.8                                                                                 | 17.7                                                                                 | 10.2                                                                                 | 38.8                                                                                 |
| Temp. máx. media (°C)                                                                | -3.5                                                                                 | -2.6                                                                                 | 3.1                                                                                  | 12.9                                                                                 | 20.0                                                                                 | 23.5                                                                                 | 25.5                                                                                 | 24.8                                                                                 | 18.3                                                                                 | 10.6                                                                                 | 2.5                                                                                  | -2.1                                                                                 | 11.1                                                                                 |
| Temp. media (°C)                                                                     | -5.9                                                                                 | -5.5                                                                                 | -0.3                                                                                 | 8.2                                                                                  | 14.8                                                                                 | 18.4                                                                                 | 20.3                                                                                 | 19.4                                                                                 | 13.5                                                                                 | 6.9                                                                                  | 0.1                                                                                  | -4.3                                                                                 | 7.1                                                                                  |
| Temp. mín. media (°C)                                                                | -8.3                                                                                 | -8.2                                                                                 | -3.4                                                                                 | 3.9                                                                                  | 9.8                                                                                  | 13.5                                                                                 | 15.4                                                                                 | 14.4                                                                                 | 9.3                                                                                  | 3.8                                                                                  | -2.0                                                                                 | -6.6                                                                                 | 3.5                                                                                  |
| Temp. mín. abs. (°C)                                                                 | -34.5                                                                                | -35.3                                                                                | -32.6                                                                                | -15.6                                                                                | -6.1                                                                                 | 0.4                                                                                  | 6.1                                                                                  | 1.9                                                                                  | -3.9                                                                                 | -17.4                                                                                | -25.0                                                                                | -32.7                                                                                | -35.3                                                                                |
| Precipitación total (mm)                                                             | 47                                                                                   | 41                                                                                   | 45                                                                                   | 41                                                                                   | 56                                                                                   | 65                                                                                   | 78                                                                                   | 47                                                                                   | 63                                                                                   | 58                                                                                   | 44                                                                                   | 47                                                                                   | 632                                                                                  |
| Días de lluvias (≥ 1 mm)                                                             | 9                                                                                    | 8                                                                                    | 9                                                                                    | 15                                                                                   | 16                                                                                   | 17                                                                                   | 17                                                                                   | 13                                                                                   | 16                                                                                   | 16                                                                                   | 14                                                                                   | 11                                                                                   | 161                                                                                  |
| Días de nevadas (≥ 1 mm)                                                             | 23                                                                                   | 21                                                                                   | 15                                                                                   | 4                                                                                    | 0.4                                                                                  | 0                                                                                    | 0                                                                                    | 0                                                                                    | 0.4                                                                                  | 3                                                                                    | 13                                                                                   | 22                                                                                   | 102                                                                                  |
| Horas de sol                                                                         | 62                                                                                   | 79                                                                                   | 120                                                                                  | 175                                                                                  | 258                                                                                  | 278                                                                                  | 282                                                                                  | 255                                                                                  | 180                                                                                  | 118                                                                                  | 45                                                                                   | 36                                                                                   | 1888                                                                                 |
| Humedad relativa (%)                                                                 | 86                                                                                   | 83                                                                                   | 78                                                                                   | 66                                                                                   | 61                                                                                   | 68                                                                                   | 69                                                                                   | 67                                                                                   | 74                                                                                   | 80                                                                                   | 87                                                                                   | 87                                                                                   | 76                                                                                   |
| Fuente n.º 1: Pogoda.ru.net                                                          |                                                                                      |                                                                                      |                                                                                      |                                                                                      |                                                                                      |                                                                                      |                                                                                      |                                                                                      |                                                                                      |                                                                                      |                                                                                      |                                                                                      |                                                                                      |
| Fuente n.º 2: NOAA (horas de sol 1961–1990)                                          |                                                                                      |                                                                                      |                                                                                      |                                                                                      |                                                                                      |                                                                                      |                                                                                      |                                                                                      |                                                                                      |                                                                                      |                                                                                      |                                                                                      |                                                                                      |

## Administración
Es la capital de la óblast de Kursk y una de las cinco ciudades de dicha óblast que no pertenece a ningún raión, al estar directamente subordinada a la óblast como un ókrug urbano. Este ókrug urbano se enclava geográficamente en el raión de Kursk, del que alberga desde 2014 la sede administrativa sin formar parte del mismo. El ókrug urbano de Kursk no incluye pedanías reconocidas oficialmente, sino únicamente áreas del casco urbano de la ciudad, aunque algunas de ellas se hallan físicamente separadas. El territorio de la ciudad se divide en tres distritos urbanos con estatus de ókrug, llamados Tsentralni ("el central", ubicado al norte), Zheleznodorozhni ("el ferroviario", ubicado al este) y Seimski ("el del río Seim", ubicado al sur). El área urbana se extiende por diversas localidades del raión de Kursk y el vecino raión de Oktiabr, hasta formar una aglomeración de casi quinientos mil habitantes.

## Patrimonio
- El edificio más antiguo de Kursk es la iglesia superior del monasterio femenino de la Santísima Trinidad, un buen ejemplo del estilo de transición característico de los primeros tiempos del reinado del zar Pedro el Grande.
- Otro monasterio importante es el convento masculino del Signo, donde, hasta su salida de Rusia en 1920, se atesoraba el ícono de Nuestra Señora de Kursk.
- La catedral barroca de Sergievo-Kazansky fue construida entre 1752 y 1778. Fue adornada tan suntuosamente que muchos historiadores de arte la atribuyeron a Bartolomeo Rastrelli.
- Iglesia de Nuestra Señora de la Asunción
- Existen varios sitios monumentales e históricos relativos a la batalla de Kursk, como el complejo memorial “A la memoria de los abatidos durante la Gran Guerra Patria". También se conserva el centro de mando soviético del frente meridional.

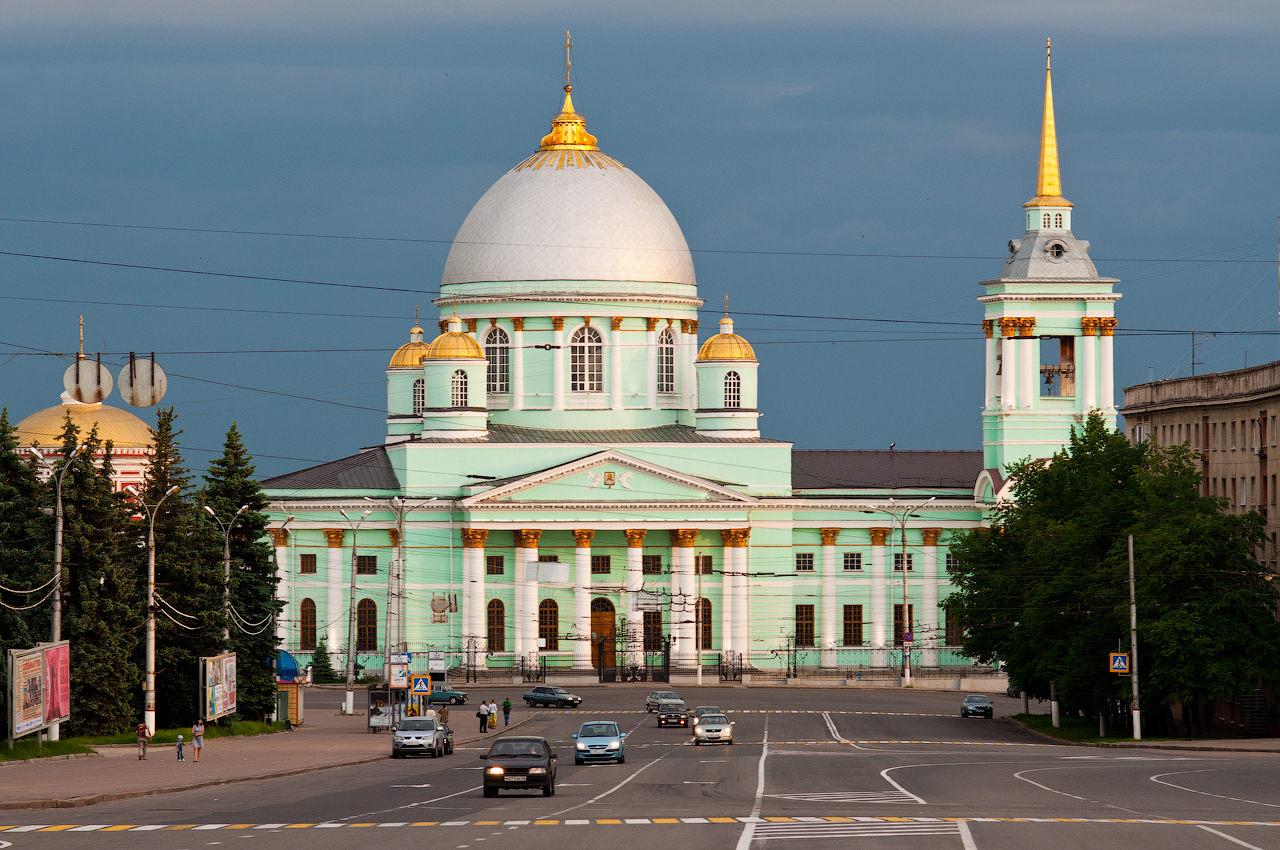
La catedral de Kursk
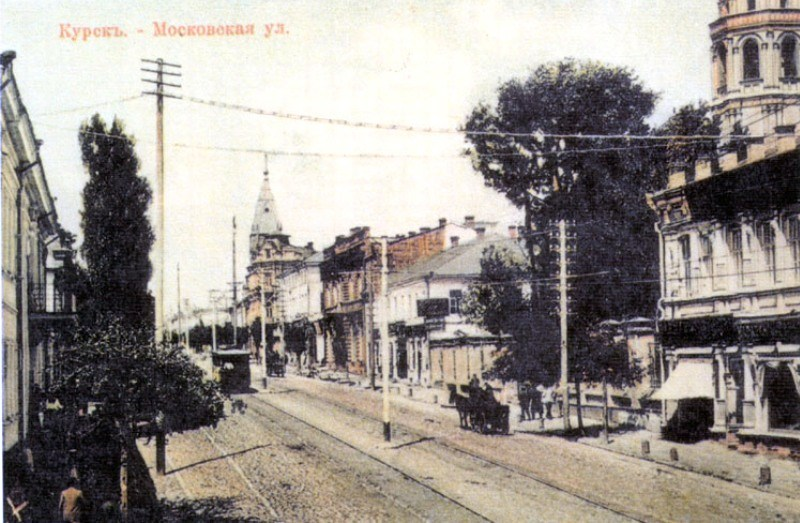
Kursk a principios del siglo XX
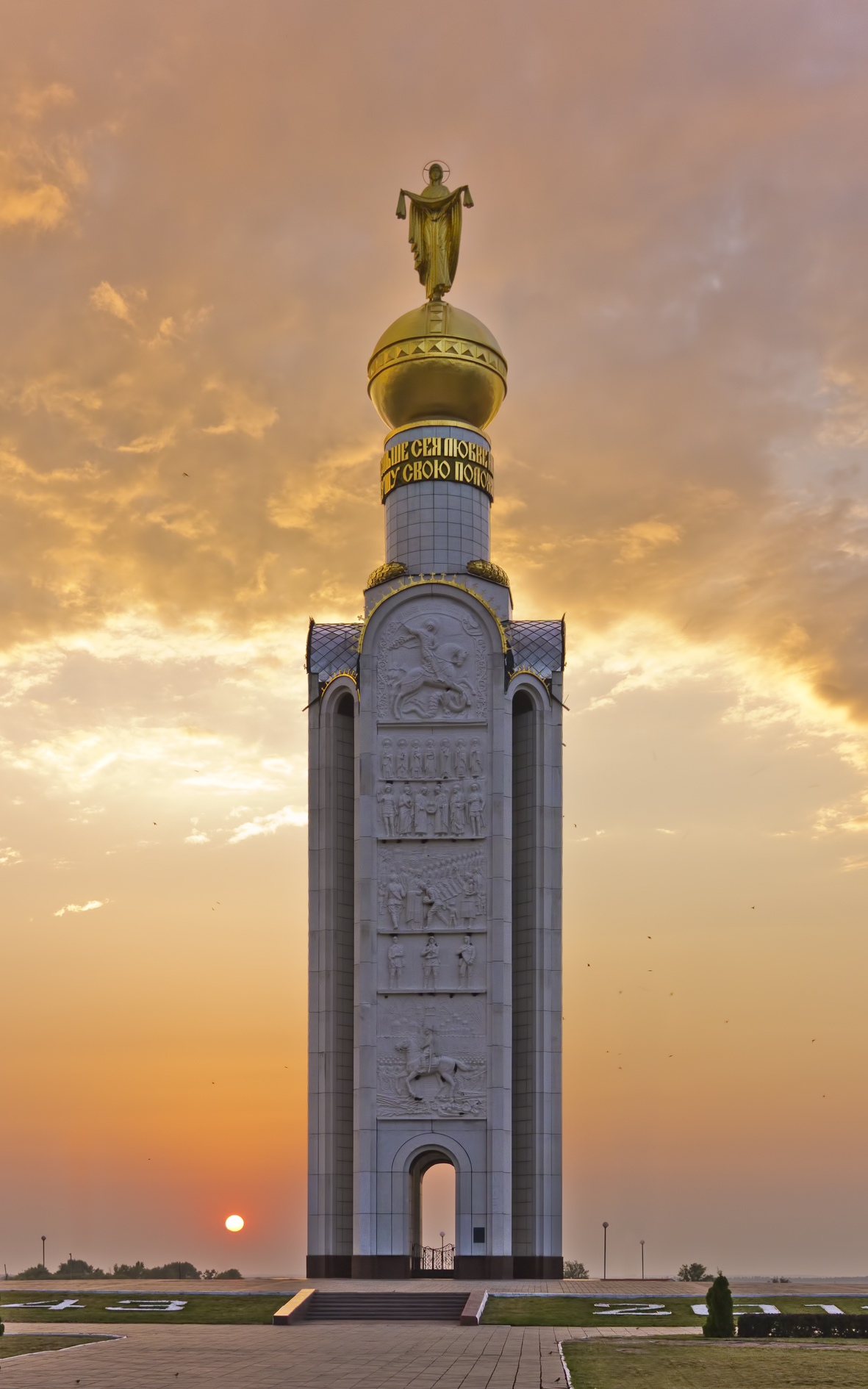
Monumento a los caídos en la batalla de Kursk
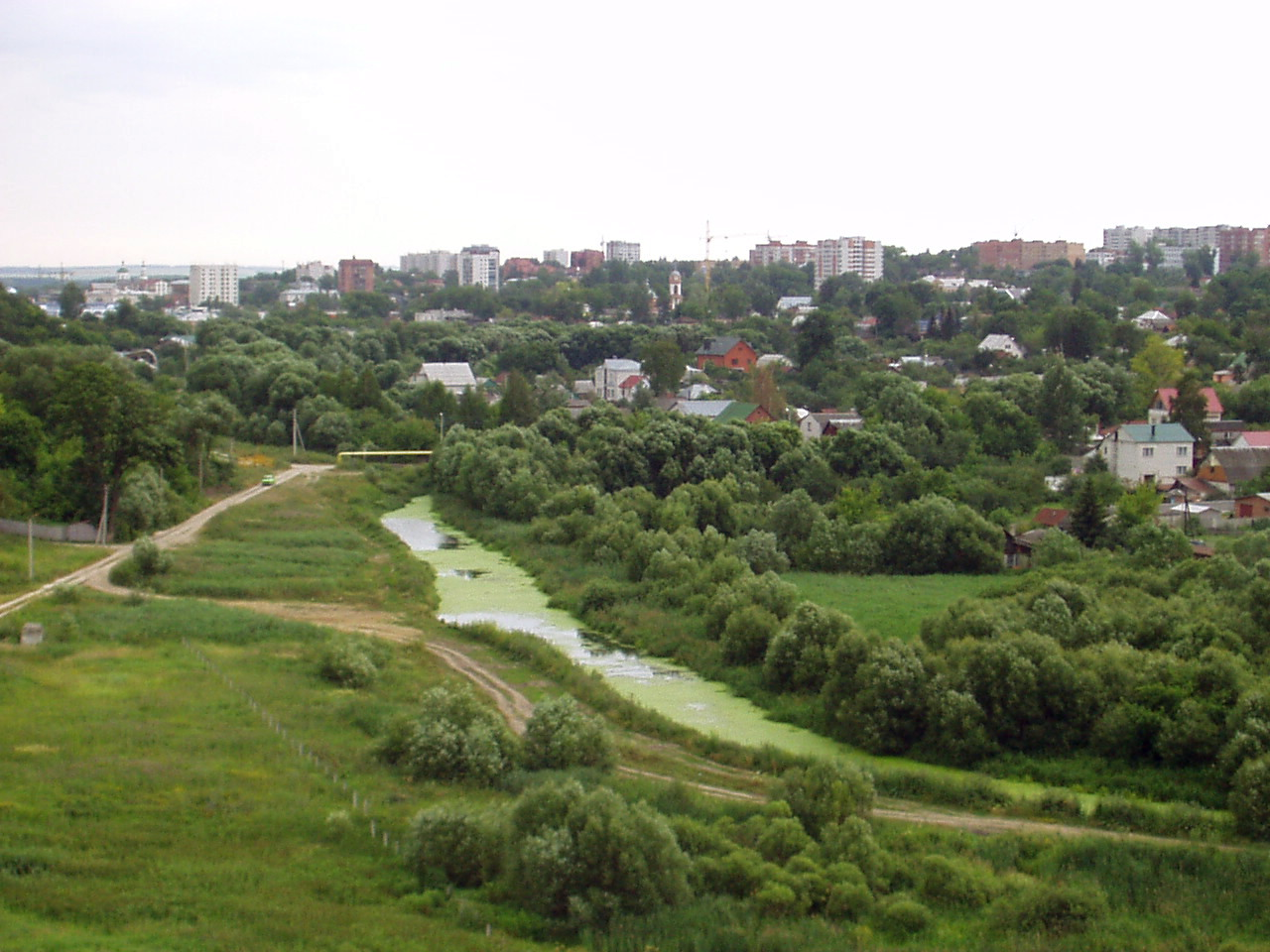
Vista general de Kursk

## Cultura y educación
Kursk cuenta con una orquesta filarmónica, un circo ruso y los siguientes centros de educación superior:
- Facultad de Administración Pública de la Universidad Handel de Moscú
- Filial del Instituto Panruso de Finanzas y Economía
- Capítulo Kursk de la Academia Estatal de Orel
- Filial del Instituto Jurídico Orlow del Ministerio del Interior
- Instituto de Negocios, Economía y Administración de Kursk
- Academia Agrícola Estatal de Kursk
- Universidad Médica Estatal de Kursk
- Universidad Pedagógica Estatal de Kursk (desde 1934)
- Universidad Politécnica Estatal de Kursk (desde 1964)
- Universidad Estatal del sudeste de Kursk (desde 1964)

## Deportes
La ciudad es sede del club de fútbol FC Avangard Kursk, que hace de local en el estadio Trudovye Rezervy, y del equipo de baloncesto Dynamo Kursk.

## Ciudades hermanadas
- Dębno (Polonia)
- Espira (Alemania)
- Niš (Serbia)
- Tczew (Polonia)
- Witten (Alemania)
- Zweibrücken (Alemania)